# Світовий тур з легкоатлетичного кросу
Світовий тур з легкоатлетичного кросу (англ. World Athletics Cross Country Tour) є серією міжнародних кросових змагань (забігів), яка організовується Світовою легкою атлетикою, починаючи з сезону 2021—2022.
Серія прийшла на заміну серії дозволених Світовою легкою атлетикою кросових змагань (англ. World Athletics Cross Country Permit Meetings) (2000—2021), до якої кросові змагання проводились у межах серії Світового виклику ІААФ з легкоатлетичного кросу (англ. IAAF World Cross Challenge) (1990—2000).

## Формат
Відповідно до регламенту серії, змагання (забіги) серії проводяться у період між 1 вересня поточного року та 31 березня наступного року і згруповані у три категорії: золоту (найпрестижнішу), срібну та бронзову.
З огляду на фінішне місце у змаганнях (забігах) серії атлети отримують очки. На змаганнях (забігах) золотої та срібної категорії очки присвоюються за 1-80 місця (від 1280 очок за 1-е місце до 870 очок за 80-е місце на «золотих» змаганнях та у діапазоні 860—1240 очок на «срібних» стартах відповідно), а на змаганнях бронзової категорії — за 1-40 місця (790—1150 очок).
Місце атлета у загальному заліку за підсумками сезону визначається за трьома виступами за якими спортсмен отримав найбільшу кількість очок.
Згідно з регламентом серії, для визначення місця у загальному заліку, як один з трьох найкращих результатів, може бути взятий виступ атлета на змаганнях, які не входять до календаря серії (чемпіонат світу з кросу, континентальна першість або спеціально визначене міжнародне змагання з кросу). Для «оцифрування» результатів на цих змаганнях регламент передбачає аналогічні за принципом діапазони очок залежно від місця на фініші.
Найкращі шестеро чоловіків і жінок у загальному заліку туру отримують грошові призи у розмірі від US$ 10 000 за перше до US$ 4 000 за шосте місце.

## Змагання серії
Регламент змагань серії сезону 2021/2022 включав 21 старт, з яких 15 було віднесено до золотої категорії.
У сезоні 2022/23 до золотої категорії був доданий кросовий забіг у Бидгощі — «Cross Country Bydgoszcz na Start».
Найпрестижнішу, золоту, категорію змагань серії наразі складають такі забіги:
| Місце                  | Забіг                                                   | Вебсайт |
| ---------------------- | ------------------------------------------------------- | ------- |
| Аморебієта-Ечано       | Cross Internacional Zornoza                             |         |
| Сорія                  | Cross Internacional de Soria                            |         |
| Атапуерка              | Cross de Atapuerca                                      |         |
| Севілья                | Cross Internacional de Itálica                          |         |
| Алькобендас            | Cross Internacional de la Constitución                  |         |
| Вента-де-Баньйос       | Cross Internacional de Venta de Baños                   |         |
| Ельгойбар              | Cross Internacional Juan Muguerza                       |         |
| Серраділья Кальсаділья | Gran Premio Cáceres de Campo a Través                   |         |
| Сан-Вітторе-Олона      | Cinque Mulini                                           |         |
| Сан-Джорджо-су-Леньяно | Campaccio                                               |         |
| Анню                   | Cross Cup de Hannut                                     |         |
| Албуфейра              | Cross Internacional das Amendoeiras em Flor             |         |
| Кардіфф                | Cardiff Cross Challenge                                 |         |
| Бидгощ                 | Cross Country Bydgoszcz na Start                        |         |
| Елдорет                | Agnes Tirop Cross Country                               |         |
| Волнат Остін           | Cross Champs at Mt.SAC (2021/22) Cross Champs (2022/23) |         |

## Переможці серії
| Сезон   | Чоловіки                                                           | Жінки                                  | Примітки |
| ------- | ------------------------------------------------------------------ | -------------------------------------- | -------- |
| 2021/22 | Родріге Квізера Бурунді                                            | Рахель Данієль Еритрея                 |          |
| 2022/23 | Родріге Квізера БурундіТьєррі Ндікумвенайо БурундіЯнн Шруб Франція | Рахель Данієль ЕритреяЛюсі Мавія Кенія | [ 3 ]    |